# 헬싱키 올림픽 스타디움
헬싱키 올림픽 스타디움(핀란드어: Helsingin olympiastadion, 스웨덴어: Helsingfors Olympiastadion)은 핀란드 헬싱키에 있는 경기장이다. 핀란드에서 가장 큰 경기장이며 1952년 하계 올림픽 주경기장으로 사용되었다.
1934년 착공하여 1938년 준공되었다. 당초에는 1940년 하계 올림픽(원래는 일본 도쿄에서 열릴 예정이었지만 도쿄 측이 개최권을 반납함에 따라 헬싱키로 변경됨) 주경기장으로 사용될 예정이었지만 제2차 세계 대전으로 인해 대회가 취소되고 만다.
1990년부터 1994년까지 경기장 현대화 사업이 진행되었고 2005년 세계 육상 선수권 대회를 앞두고 보수 공사가 진행되었다. 1983년 세계 육상 선수권 대회와 2005년 세계 육상 선수권 대회 경기장으로 선정되었다. 헬싱키 올림픽 당시에는 70,000명을 수용할 수 있었지만 현재는 40,000명을 수용할 수 있다. 경기장에는 높이가 72m에 달하는 타워가 설치되어 있어서 헬싱키 시내를 내려다 볼 수 있다.

## 기록

### 2002년 FIFA 월드컵 유럽 지역 예선
| 날짜             | 팀 1   | 스코어 | 팀 2     | 라운드 |
| ---------------- | ------ | ------ | -------- | ------ |
| 2000년 10월 7일  | 핀란드 | 2 - 1  | 알바니아 | 8조    |
| 2000년 10월 11일 | 핀란드 | 0 - 0  | 잉글랜드 | 8조    |
| 2001년 6월 2일   | 핀란드 | 2 - 2  | 독일     | 8조    |
| 2001년 9월 5일   | 핀란드 | 5 - 1  | 그리스   | 8조    |

## 사진

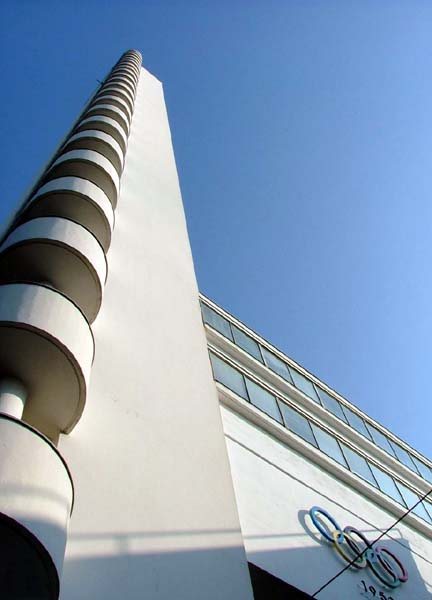
헬싱키 올림픽 스타디움 타워
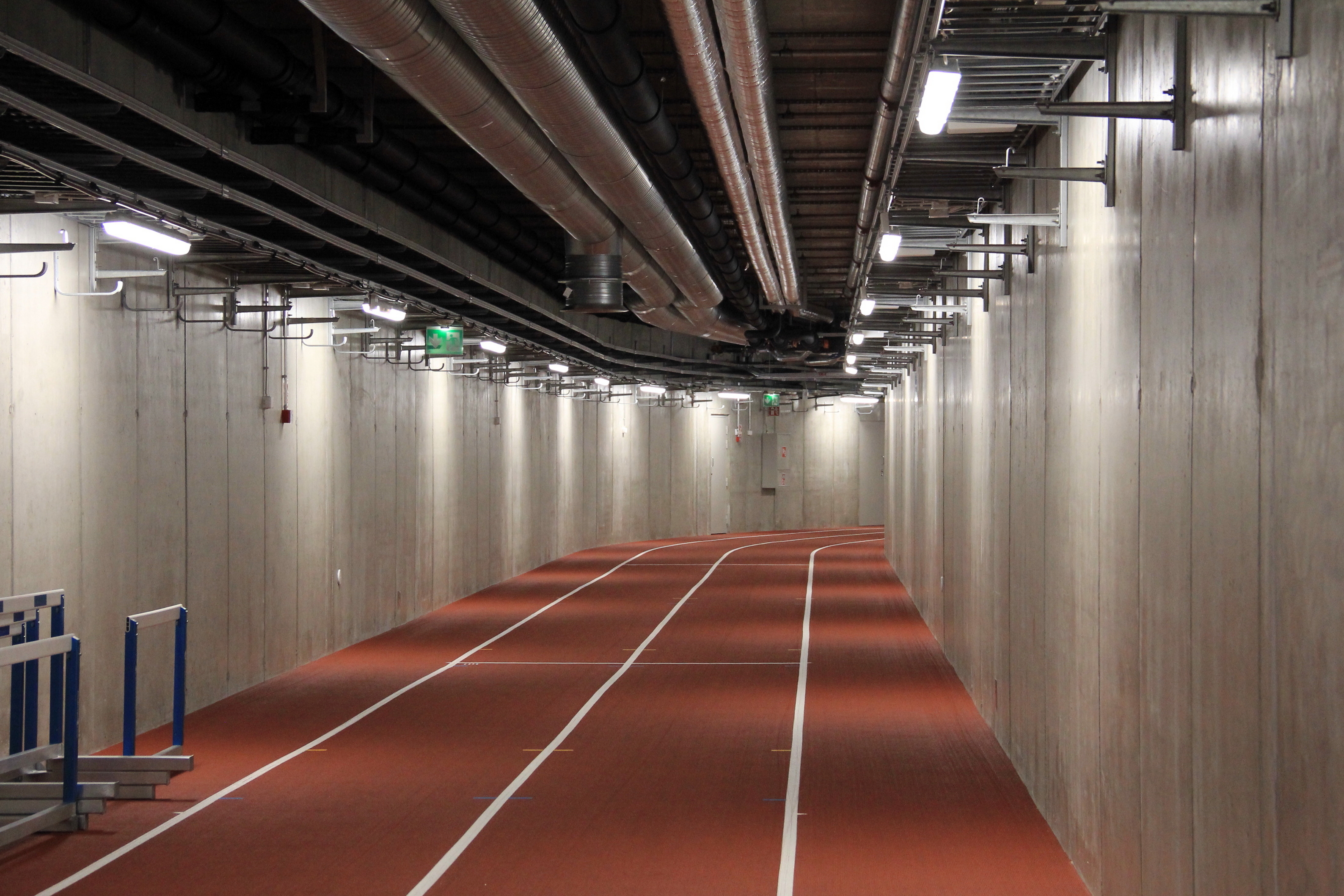
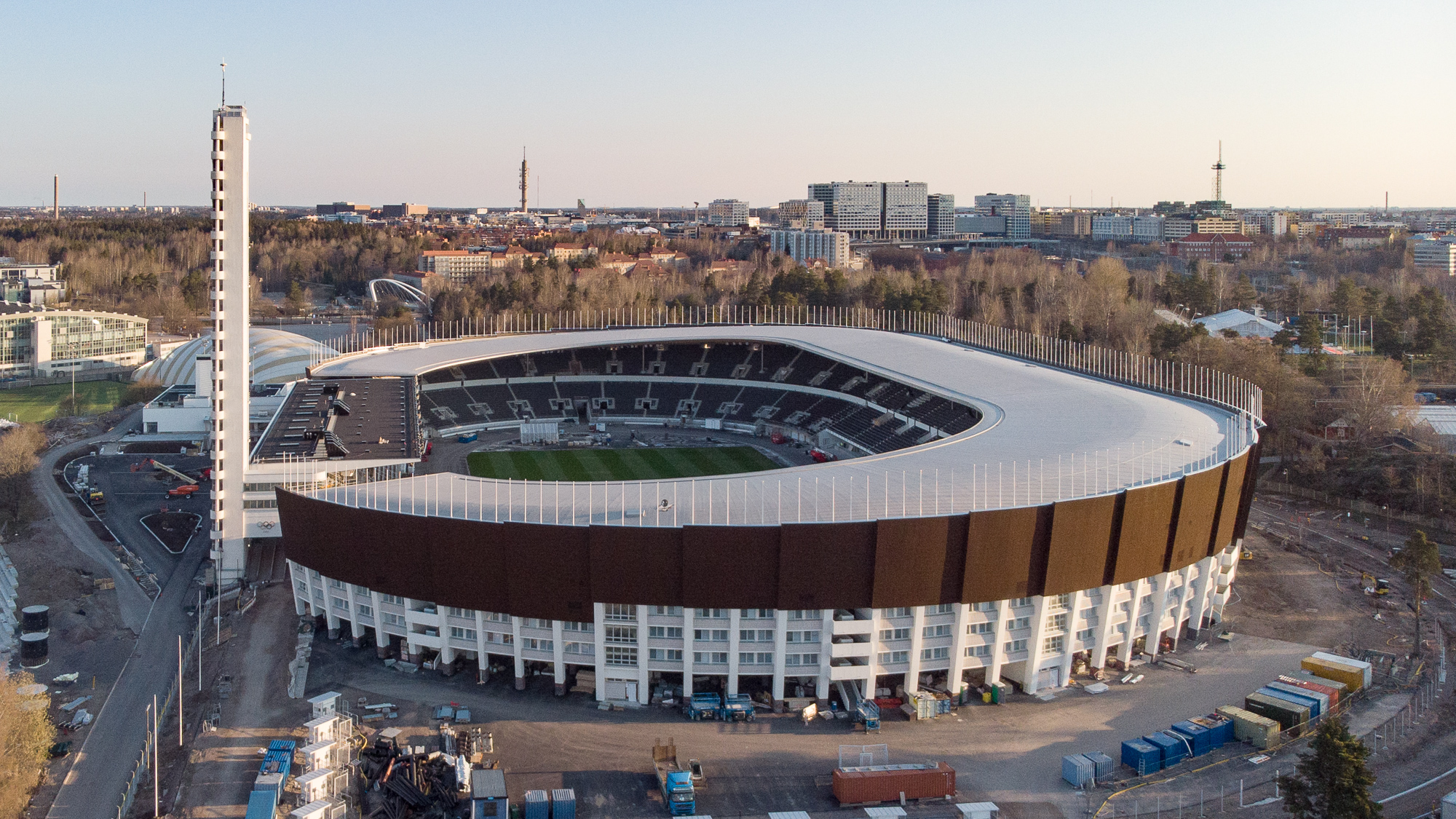
2020년 4월 경기장